# Spoorlijn Zürich - Uetliberg
De spoorlijn Zürich – Uetliberg is een Zwitserse spoorlijn van de voormalige spoorwegonderneming Uetlibergbahn (UeB) tussen Zürich HB naar Uetliberg in kanton Zürich. De Uetlibergbahn is sinds 1973 onderdeel van de Sihltal Zürich Uetliberg Bahn (SZU).

## Geschiedenis

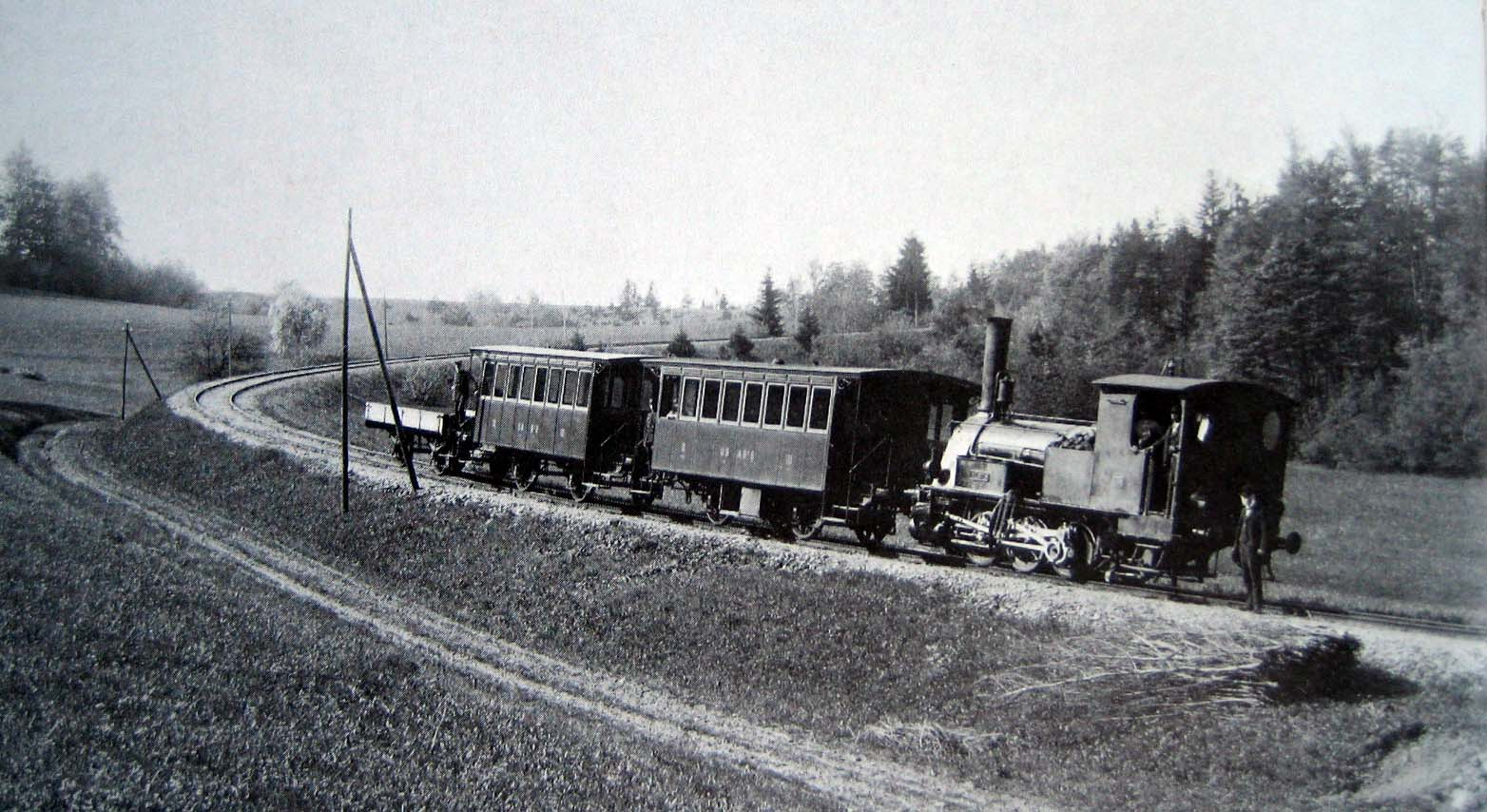
Stoomtrein met tenderlocomotief "Albis", gebouwd in 1875 en buiten dienst gesteld in 1922

Het traject werd door de Uetlibergbahn (UeB) op 12 mei 1875 geopend. Kleine stoomlocomotieven van de firma Krauss-Maffei brachten tot 1922 de twee tot drie tweeassige rijtuigen naar het station Uetliberg bij het al lang verdwenen Hotel Uetliberg. In hetzelfde jaar werd over gegaan op elektrische tractie.

### Tunnel
Het kopstation Zürich Selnau werd in 1990 vervangen door een ondergronds station dat langs de rivier Sihl doorloopt tot onder Zürich Hauptbahnhof.

### Electrificatie
De spoorlijn werd oorspronkelijk aangelegd met een bovenleiding met 1200 volt gelijkspanning. Omdat op het station Zürich Selnau een aansluiting bestond op de Sihltalbahn, welke met 15000 volt wisselspanning geëlektrificeerd was, hing de bovenleiding 1,3 meter van het midden van het spoor. 
Met de verlenging van de spoorlijn naar Zürich HB in 1990 ontstond een langer samenlooptraject, wat een gecompliceerde constructie met de verschillende bovenleidingsystemen benodigde. De complicaties die dit opleverde voor de infrastructuur beperkte de capaciteit van het traject, wat door een toename in het aantal reizigers en daarmee treinen tot problemen leidde. 
In 2019 is begonnen met de werkzaamheden om de lijn opnieuw te elektrificeren, met een spanning van 15000 volt. Hiertoe zijn nieuwe treinen besteld. Tussen 25 april 2022 en 1 juli 2022 werd het traject tussen Triemli en Uetliberg tijdelijk gesloten voor de verbouwing, het aansluitende deel tussen Triemi en Binz volgde tussen 2 en 26 juli. Sinds 22 augustus 2022 rijden de treinen op de Uetlibergbahn onder 15000 volt wisselspanning. 

## Treindiensten
De treinen van de Sihltal Zürich Uetliberg Bahn (SZU) bedienen dit traject als S-Bahn Zürich:
- Traject S10 Zürich – Uetliberg

## Aansluitingen
In de volgende plaatsen is of was er een aansluiting van de volgende spoorlijnen:

### Zürich HB
Zürich Hauptbahnhof (vaak afgekort als Zürich HB) is het grootste treinstation in Zürich. 

SBB-Bahnhof (spoor 3-18, 21-24, 51-54)
- Bazel – Zürich (SBB), spoorlijn tussen Zürich HB en Bazel
- Zürich – Bülach, spoorlijn tussen Zürich en Bülach
- Zürich – Zug, spoorlijn tussen Zürich en Zug
- Zürich – Winterthur (SBB), spoorlijn tussen Zürich HB en Winterthur
- Rechter Zürichseelinie (SBB), spoorlijn tussen Zürich HB en Rapperswil
- Linker Zürichseelinie (SBB), spoorlijn tussen Zürich HB en Ziegelbrücke

SZU-Bahnhof (spoor 1-2)
- Sihltalbahn (SZU), spoorlijn tussen Zürich HB en Sihlbrugg